# Ganbare Goemon: Ebisumaru Kiki Ippatsu
Ganbare Goemon: Ebisumaru Kiki Ippatsu (がんばれゴエモンえびす丸危機一髪?) es un juego electrónico portátil de la serie Ganbare Goemon publicado por Konami en 1990.